# Rất khiêu dâm rất bạo lực
"Rất khiêu dâm rất bạo lực" (tiếng Trung: "很黄很暴力"; bính âm: hěn huáng hěn bàolì; Wade–Giles: hen huang hen pao-li; nghĩa đen 'Rất vàng rất bạo lực') là một meme trên Internet Trung Quốc bắt nguồn từ cuộc phỏng vấn của một phóng sự phát sóng trong chương trình Tân Văn Liên Bố, theo đó trích lời một nữ sinh mô tả về quảng cáo pop-up mà cô nhìn thấy trên mạng. Cụm từ này đã được nhại lại rộng rãi trên nhiều diễn đàn Internet và trở thành sự kiện mạng phổ biến ở Trung Quốc đại lục đầu năm 2008.
Cụm từ là sự kết hợp giữa các trạng từ hen 很 "rất; khá; nhiều" với huang 黄 "vàng" (nghĩa huángsè 黃色 "màu vàng" hoặc "sexy; gợi tình; đồi trụy; khiêu dâm") và bàolì 暴力 "bạo lực; vũ lực", bắt chước theo cụm từ tiếng lóng trên Internet nổi tiếng trước đó là "rất tốt, rất hùng mạnh" ("很好很强大").

## Phóng sự
Vào ngày 27 tháng 12 năm 2007, chương trình tin tức Tân Văn Liên Bố đã phát sóng một phóng sự với tựa đề "Cần sớm dọn dẹp môi trường nghe nhìn trên mạng". Phóng sự này nói về sự dễ dàng của giới trẻ trong việc truy cập nội dung khiêu dâm trên Internet. Mặc dù Internet bị kiểm duyệt rất nhiều ở Trung Quốc, tuy nhiên phóng sự cũng nêu rõ rằng tình trạng kiểm duyệt hiện nay vẫn là chưa đủ. Trong phóng sự, một nữ sinh tiểu học 13 tuổi được phỏng vấn đã mô tả quảng cáo pop-up mà cô vô tình thấy trên mạng là "rất khiêu dâm [và] bạo lực".
Sau khi bản tin được phát sóng, cư dân mạng trên diễn đàn Maopu nhanh chóng đăng những video clip của phóng sự lên Internet và kêu gọi các thành viên khác lần tìm tung tích của cô bé; điều này ngay lập tức gây ra hiệu ứng mạnh mẽ và trở thành một hiện tượng trên Internet, thậm chí cụm từ "rất khiêu dâm rất bạo lực" còn được coi là "câu cửa miệng đầu tiên năm 2008". Đến ngày 5 tháng 1 năm 2008, thảo luận về phóng sự và cô bé được phỏng vấn đã có hơn 1200 tin nhắn, kéo dài 12 trang. Tên của nữ sinh sau đó cũng bị rò rỉ bởi một người dùng ẩn danh tiết lộ trong cuộc thảo luận này.
Nhiều người dùng Internet bắt đầu giễu cợt và nhại lại câu nói trên, cũng như đặt câu hỏi về độ tin cậy của phóng sự, tin rằng sẽ khó để một cô bé ở tuổi này có thể tình cờ vào một quảng cáo vừa khiêu dâm vừa bạo lực. Nhiều thảo luận trên các diễn đàn trực tuyến cũng bàn luận về sự việc này. Một số người dùng còn tạo ra danh sách các trang web thỏa mãn tiêu chí của cụm từ trên, như "top 8 sự kiện thể thao rất khiêu dâm rất bạo lực", đồng thời coi màu vàng có nghĩa là "khiêu dâm" (từ 黄 huáng trong chữ viết tiếng Quan thoại mang nghĩa là "vàng", còn có nghĩa "khiêu dâm"). Một bức ảnh chế lại khung cảnh phóng sự, cho thấy cô bé để hở vai trần và khóc lóc, bên cạnh là một khung thoại với dòng chữ "Rất khiêu dâm rất bạo lực", cũng được đăng tải trên Maopu. Có người đã thiết kế ra các quảng cáo pop-up theo hình dung của cô bé khi "vừa khiêu dâm vừa bạo lực".

## Phản ứng
Nhiều người suy đoán rằng những lời cô bé nói thực chất đã được soạn sẵn bởi những người phỏng vấn hoặc một người chỉ đạo cô phải nói những lời như vậy, với mục đích làm cho cái nhìn về vấn đề trở nên nghiêm trọng hơn.
Một số cơ quan truyền thông chỉ ra rằng thái độ phản đối kịch liệt về phóng sự này cho thấy sự không hài lòng của người xem với nội dung trong phóng sự, sự kiểm duyệt Internet ở Trung Quốc và sự không hài lòng lâu dài đối với hoạt động sản xuất của Tân Văn Liên Bố. Tuy vậy, vài nhà phê bình cũng lên tiếng, thể hiện sự bất bình trước những phản đối trên Internet và các chế phẩm nhại lại bản tin, sử dụng tên thật của cô bé. Vào tối ngày 4 tháng 1, bức thư ngỏ từ một cư dân mạng tự nhận là cha của cô bé đã xuất hiện trên Maopu và Baidu Tieba, kêu gọi mọi người dừng hành động nhại lại cô bé và sử dụng tên thật của cô để thảo luận. Sau khi bức thư này được tung ra, không ít cư dân mạng cho rằng nó không phải do bố của cô bé viết thật và nhìn nhận nó như là một trò mua vui.
Hầu hết các phương tiện truyền thông tại Trung Quốc đại lục đã cố ý bỏ qua vai trò của CCTV và tập trung hơn vào việc vi phạm quyền riêng tư đối với cô bé trong phóng sự, chỉ trích sự giễu cợt của những người dùng trên Internet, cho rằng đây là "bạo lực mạng" và là sự "quái đản về văn hóa". Vương Tiểu Phong, cựu phóng viên của Tuần báo Đời sống Tam Liên, thì lại quy trách nhiệm cho cả CCTV và những người dùng mạng thiếu ý thức bảo vệ trẻ vị thành niên. Bài viết của Nam Phương Nhật Báo nói rằng những gì cô bé thực sự cần là "sự phê bình và giáo dục tử tế của người lớn chứ không phải là sự giễu cợt và chế nhạo của "khán giả"".